# Ismail al-Azhari
Ismail al-Azhari (Saiyid) (em árabe: إسماعيل الأزهري) (Omdurman, 20 de outubro de 1901 – Sudão, 26 de agosto de 1969) foi um político e nacionalista do Sudão. Atuou como o primeiro-ministro do Sudão entre 1954 e 1956, e como presidente do Sudão em 1964, até ser derrubado por Gaafar Nimeiry em 1969.
Com graduação em Matemática na Universidade Americana de Beirute, tornou-se professor de matemática e, depois, um administrador no governo colonial anglo-egípcio.
Contrariando o governo de Abdallah Khalil e o regime militar de Ibrahim Abboud, foi preso e depois exilado para Juba no Sudão do Sul em 1961. Em 1964, o multipartidarismo é tolerado novamente no Sudão, com a queda do governo militar. Em 1965, tornou-se presidente do país. Mas, seria derrubado por um golpe de Estado em maio de 1969 e morreu alguns meses mais tarde.